# NGC 2636
NGC 2636 est une petite galaxie elliptique située dans la constellation de la Girafe. NGC 2636 a été découverte par l'astronome allemand Wilhelm Tempel en 1883.

## Caractéristiques
Sa vitesse par rapport au fond diffus cosmologique est de 2 112 ± 9 km/s, ce qui correspond à une distance de Hubble de 31,2 ± 2,2 Mpc (∼102 millions d'al).
En raison d'une brillance de surface égale à 11,81  mag/am2, on peut qualifier NGC 2636 de galaxie présentant une brillance de surface élevée.